# Jennie Johansson
Jennie Johansson (Suecia, 15 de junio de 1988) es una nadadora sueca especializada en pruebas de estilo braza corta distancia, donde consiguió ser campeona mundial en 2015 en los 50 metros.

## Carrera deportiva
En el Campeonato Mundial de Natación de 2015 celebrado en Budapest ganó la medalla de oro en los 50 metros estilo braza, con un tiempo de 30.05 segundos, por delante de la jamaicana Alia Atkinson (plata con 30.11 segundos) y la rusa Yuliya Efimova.